# TPGS2
TPGS2 (англ. Tubulin polyglutamylase complex subunit 2) – білок, який кодується однойменним геном, розташованим у людей на довгому плечі 18-ї хромосоми. Довжина поліпептидного ланцюга білка становить 300 амінокислот, а молекулярна маса — 33 318.
| 10         |  | 20         |  | 30         |  | 40         |  | 50         |
| ---------- |  | ---------- |  | ---------- |  | ---------- |  | ---------- |
| MEEEASSPGL |  | GCSKPHLEKL |  | TLGITRILES |  | SPGVTEVTII |  | EKPPAERHMI |
| SSWEQKNNCV |  | MPEDVKNFYL |  | MTNGFHMTWS |  | VKLDEHIIPL |  | GSMAINSISK |
| LTQLTQSSMY |  | SLPNAPTLAD |  | LEDDTHEASD |  | DQPEKPHFDS |  | RSVIFELDSC |
| NGSGKVCLVY |  | KSGKPALAED |  | TEIWFLDRAL |  | YWHFLTDTFT |  | AYYRLLITHL |
| GLPQWQYAFT |  | SYGISPQAKQ |  | WFSMYKPITY |  | NTNLLTEETD |  | SFVNKLDPSK |
| VFKSKNKIVI |  | PKKKGPVQPA |  | GGQKGPSGPS |  | GPSTSSTSKS |  | SSGSGNPTRK |
|            |  |            |  |            |  |            |  |            |

A: Аланін

C: Цистеїн

D: Аспарагінова кислота

E: Глутамінова кислота

F: Фенілаланін

G: Гліцин

H: Гістидин

I: Ізолейцин

K: Лізин

L: Лейцин

M: Метіонін

N: Аспарагін

P: Пролін

Q: Глутамін

R: Аргінін

S: Серин

T: Треонін

V: Валін

W: Триптофан

Задіяний у такому біологічному процесі, як альтернативний сплайсинг. 
Локалізований у цитоплазмі, цитоскелеті.